# Судан на Всемирных военных играх
Судан принимает участие в летних Всемирных военных играх с 1995 года, в зимних Играх не участвовали.
На летних Играх военнослужащие-спортсмены Судана завоевали (с учётом результатов летних Игр 2019 года) всего 4 медали, из них 1 золотую, в медальном зачёте занимают 59-е место.

## Медальный зачёт

### Медали на летних Всемирных военных играх
| Игры            | Золото         | Серебро        | Бронза         | Всего          | Место          |
| 1995 Рим        | 0              | 0              | 0              | 0              | —              |
| 1999 Загреб     | 0              | 0              | 1              | 1              | 44             |
| 2003 Катания    | 0              | 0              | 0              | 0              | —              |
| 2007 Хайдарабад | 1              | 1              | 1              | 3              | 25             |
| 2011—2019       | не участвовали | не участвовали | не участвовали | не участвовали | не участвовали |
| Всего           | 1              | 1              | 2              | 4              | 59             |